# Justus
Justus är ett latinskt mansnamn med betydelsen rättvis som använts i Sverige sedan 1600-talet.
Namnet är mycket ovanligt. Sedan mitten på 1990-talet får dock en handfull pojkar varje år namnet som tilltalsnamn. Den 31 december 2012 fanns det totalt 440 personer i Sverige med namnet, varav 153 med det som tilltalsnamn/förstanamn .
Namnsdag: 2 september

## Personer med namnet Justus
- Justus van Gent, nederländsk målare
- Justus av Tiberias, judisk historiker
- Justus Dahinden, schweizisk arkitekt
- Justus Falckner, tysk psalmförfattare
- Justus Hagman, skådespelare
- Justus Friedrich Karl Hecker, tysk läkare och professor
- Justus Sieber, tysk präst och psalmförfattare
- Justus Vajanne, finländsk fotbollsspelare
- Justus Vingboons, nederländsk arkitekt
- Justus von Liebig, tysk kemist